# Gossip Girl (serie de televisión de 2021)
Gossip Girl es una serie de televisión web estadounidense de drama adolescente estrenada el 8 de julio de 2021 en HBO Max. Se trata de una secuela de la exitosa serie homónima de 2007. Creada por Josh Schwartz, Stephanie Savage y Joshua Safran, al igual que la serie original, el último servirá como showrunner.
Gossip Girl está ideada para presentar más contenido dedicado a adultos que el original en The CW, debido a los estándares relajados del servicio de streaming de HBO Max. Además, la serie será más diversa, presentando protagonistas no blancos y personajes LGBTQ+.
Con respecto a la continuidad, Joshua Safran declaró que los personajes se encuentran en el mismo mundo que los de la serie original. Además dijo, que en lugar de una  continuación directa de la historia, se hará referencia a ellos libremente y podrían aparecer. Sin embargo, la nueva serie presenta conjunto diferente de adolescentes desde un punto de vista diferente. Safran comparó esto con un universo compartido, similar al del Universo Marvel.
En enero de 2023, la serie fue cancelada tras dos temporadas.

## Premisa
Nueve años después del final de la serie original, un nuevo elenco de estudiantes de Manhattan toma la iniciativa bajo la atenta mirada de Gossip Girl, mientras demuestra cuánto han cambiado las redes sociales y el paisaje neoyorquino en los últimos años.

## Reparto y personajes

### Principal
- Jordan Alexander como Julien «JC» Calloway, una influenciadora y modelo en ascenso, es la principal creadora de tendencias en Constance, y está acostumbrada a compartir su vida en las redes sociales, pero no tan acostumbrada a que su vida privada esté expuesta.
- Whitney Peak como Zoya Lott, una nueva estudiante de arte transferida desde Buffalo y la mediohermana de Julien.
- Tavi Gevinson como Kate Keller, una alegre e inspiradora profesora de inglés constantemente sometida a las burlas e intimidaciones de los estudiantes, principalmente Monet y Luna. Pero está dispuesta a cambiar eso de cualquier forma, a cualquier precio y caiga quien caiga.
- Eli Brown como Otto «Obie» Bergmann IV, el novio perfecto de Julien, un activista político y sociopolítico de ascendencia alemana que siente un fuerte sentimiento de culpa por su inmensa riqueza. Prefiere mejorar Nueva York a través de su trabajo voluntario que ir a la escena de la fiesta con sus amigos más inteligentes.
- Thomas Doherty como Maximus «Max» Wolfe, es el hijo rico de los millonarios gais del Upper East Side. Max es el hedonista del grupo, un modelo pansexual; sea lo que sea, lo ha hecho.
- Emily Alyn Lind como Audrey Hope, la mejor amiga de Julien, una hija cariñosa, la novia de Aki e hija de una famosa diseñadora. Audrey está acostumbrada a una vida perfecta en la que todo está bajo control, pero todo puede derribarse tan rápido como fue construido. Siente una fuerte atracción por Max, al igual que Aki, algo que en definitiva pondrá su relación en jaque.
- Evan Mock como Akeno «Aki» Menzies, es un cinéfilo al que le encanta patinar, novio de Audrey y bisexual en secreto con una fuerte atracción por Max, al igual que Audrey.
- Johnathan Fernández como Nick Lott, el padre de Zoya.
- Adam Chanler-Berat como Jordan Glassberg, uno de los maestros de Constance.
- Zión Moreno como Luna De la Cruz «Luna La», la mejor amiga de Julien y Monet, es una estilista originaria de Ciudad de México. Ella no sigue las tendencias, las crea. Vive sola en Nueva York mientras sus padres viajan por el mundo haciendo películas.
- Savannah Lee Smith como Monet de Haan, es una joven lesbiana y la más rica de su grupo de amigos, es la mejor amiga de Julien y Luna. Ella gobierna la escuela Constance Billard St. Jude junto a Julien y Luna con mano de hierro, infundiendo miedo en estudiantes y maestros por igual.
- Jason Gotay como Rafa Caparros (temporada 1), uno de los maestros de Constance, el cual llama la atención de Max.
- Todd Almond como Gideon Wolfe, uno de los padres de Max.
- Laura Benanti como Kiki Hope, la madre de Audrey.
- Grace Duah como Shan Barnes (temporada 2; invitada temporada 1), nueva mejor amiga de Zoya.
- Megan Ferguson como Wendy (temporada 2; recurrente temporada 1), una de las maestras de Constace.

La serie esta bajo la narración de Kristen Bell como la voz de «Gossip Girl».

### Recurrente
- Luke Kirby como Davis Calloway, el padre de Julien.
- John Benjamin Hickey como Roy Sachs, uno de los padres de Max.
- Elizabeth Lail como Lola Morgan (temporada 1), una artista y novia en secreto de Davis.
- Ella Rubin como Bianca Breer
- Katherine Reis como Pippa Sykes
- Cole Doman como Rex Huntington
- Anna van Patten como Grace Byron, la hija de la senadora del estado de Virginia, y la nueva novia de Obie.
- Pico Alexander como Mike Shubin (temporada 2)
- Michelle Trachtenberg como Georgina Sparks

### Invitados
| - Donna Murphy como Vivian Burton, la directora de Constance Billard. - Lyne Renée como Helena Bergmann, la madre de Obie. - Lucy Punch como Saskia Bates, una actriz y la madre biológica de Max. - Malcolm McDowell como Roger Menzies, el padre de Aki. - Amanda Warren como Camille de Haan, una poderosa biotecnóloga billonaria y la madre de Monet. - Hettienne Park como Jodie Menzies (temporada 1), la madre de Aki. - Kathryn Gallagher como Heidi Bergmann (temporada 1), la hermana de Obie. - Jeremy O. Harris como él mismo (temporada 1). - Princess Nokia como ella misma (temporada 1). - Azhy Robertson como Milo Sparks Humphrey (temporada 1), el hijo de Georgina Sparks e hijo legal de Dan Humphrey, quien se vuelve un aliado de Zoya. | - Yin Chang como Nelly Yuki (temporada 1) - Marc Shaiman como él mismo (temporada 1). - Billy Porter como él mismo (temporada 1). - Zuzanna Szadkowski como Dorota Kishlovsky (temporada 1). - Wallace Shawn como Cyrus Rose (temporada 1). - Margaret Colin como Eleanor Waldorf-Rose (temporada 1). - Aaron Schwartz como Vanya (temporada 1). - Rick Worthy como Greyson de Haan (temporada 2), el padre de Monet. - Elizabeth Stanley como Charlotte Byron (temporada 2), una senadora y la madre de Grace. - Charli XCX como ella misma (temporada 2). |

## Episodios

### Temporadas
| Temporada | Temporada | Episodios | Episodios | Emisión original       | Emisión original       |
| Temporada | Temporada | Episodios | Episodios | Primera emisión        | Última emisión         |
| --------- | --------- | --------- | --------- | ---------------------- | ---------------------- |
|           | 1         | 12        | 12        | 8 de julio de 2021     | 2 de diciembre de 2021 |
|           | 2         | 10        | 10        | 1 de diciembre de 2022 | 26 de enero de 2023    |

### Primera temporada (2021)
| N.º en serie | N.º en temp. | Título                               | Dirigido por      | Escrito por                    | Fecha de lanzamiento original |
| ------------ | ------------ | ------------------------------------ | ----------------- | ------------------------------ | ----------------------------- |
| 1            | 1            | «Just Another Girl on the MTA»       | Karena Evans      | Guion de: Joshua Safran        | 8 de julio de 2021            |
| 2            | 2            | «She's Having a Maybe»               | Karena Evans      | April Blair                    | 15 de julio de 2021           |
| 3            | 3            | «Lies Wide Shut»                     | Jennifer Lynch    | Lila Feinberg                  | 22 de julio de 2021           |
| 4            | 4            | «Fire Walks with Z»                  | Jennifer Lynch    | Courtney Perdue y Baindu Saidu | 29 de julio de 2021           |
| 5            | 5            | «Hope Sinks»                         | Pamela Romanowsky | Aaron Fullerton                | 5 de agosto de 2021           |
| 6            | 6            | «Parentsite»                         | Pamela Romanowsky | Ashley Wigfield                | 12 de agosto de 2021          |
| 7            | 7            | «Once Upon a Time in the Upper West» | Joshua Safran     | Elaine Loh                     | 25 de noviembre de 2021       |
| 8            | 8            | «Posts on a Scandal»                 | Kenny Leon        | Eric Edelstein                 | 25 de noviembre de 2021       |
| 9            | 9            | «Blackberry Narcissus»               | Satya Bhabha      | Amos Mac                       | 25 de noviembre de 2021       |
| 10           | 10           | «Final Cancellation»                 | Craig Johnson     | Ryan Koehn                     | 2 de diciembre de 2021        |
| 11           | 11           | «You Can't Take It with Jules"»      | Erica Watson      | JaNeika James y JaSheika James | 2 de diciembre de 2021        |
| 12           | 12           | «Gossip Gone, Girl»                  | Darren Grant      | Kelli Breslin                  | 2 de diciembre de 2021        |

### Segunda temporada (2022-23)
| N.º en serie | N.º en temp. | Título                            | Dirigido por   | Escrito por                         | Fecha de lanzamiento original |
| ------------ | ------------ | --------------------------------- | -------------- | ----------------------------------- | ----------------------------- |
| 13           | 1            | «Deb Brawl in a Blue Dress»       | Joshua Safran  | Ashley Wigfield                     | 1 de diciembre de 2022        |
| 14           | 2            | «Guess Who's Coming at Dinner»    | Joshua Safran  | Sigrid Gilmer                       | 1 de diciembre de 2022        |
| 15           | 3            | «Great Reputations»               | Sophia Takal   | Pilar Golden                        | 8 de diciembre de 2022        |
| 16           | 4            | «One Flew Over the Cucks's Nest»  | Sophia Takal   | Amos Mac                            | 15 de diciembre de 2022       |
| 17           | 5            | «Games, Trains, and Automobiles»  | Satya Bhabha   | Ryan Koehn                          | 22 de diciembre de 2022       |
| 18           | 6            | «How to Bury a Millionaire»       | Satya Bhabha   | Kelli Breslin                       | 29 de diciembre de 2022       |
| 19           | 7            | «Dress Me Up! Dress Me Down»      | Jennifer Lynch | Tiffany So                          | 5 de enero de 2023            |
| 20           | 8            | «Y Lu's Mamá También»             | Jennifer Lynch | Joe Fazzio                          | 12 de enero de 2023           |
| 21           | 9            | «I Know What You Did Last Summit» | Joshua Safran  | Eric Eidelstein                     | 19 de enero de 2023           |
| 22           | 10           | «I Am Gossip»                     | Joshua Safran  | Sigrid Gilmer y Carmen Pilar Golden | 26 de enero de 2023           |

## Producción

### Desarrollo
La producción de una nueva Gossip Girl para HBO Max fue  encargada en julio de 2019 por WarnerMedia. Aunque en un principio se lo llamó "reinicio", Josh Schwartz declaró que se trata de una continuación de la historia original. El 9 de septiembre de 2021, HBO Max renovó la serie para una segunda temporada. El 19 de enero de 2023, la serie fue cancelada tras dos temporadas.

### Casting
En noviembre de 2019, se anunció que Kristen Bell volvería a narrar la voz de la «bloggera» omnisciente, Gossip Girl. Emily Alyn Lind, Whitney Peak, Eli Brown, Johnathan Fernández y Jason Gotey fueron confirmados como miembros del elenco en marzo de 2020. Tavi Gevinson, Thomas Doherty, Adam Chanler-Berat y Zion Moreno fueron confirmados más tarde ese mes. Mientras que en abril se informó que Savannah Smith se había unido al elenco.

### Rodaje
El rodaje estaba previsto para iniciar en marzo de 2020. Sin embargo, se debió suspender la producción debido a la pandemia de COVID-19 y, como resultado, la fecha de lanzamiento se retrasó hasta 2021. A inicios de septiembre, se confirmó que el rodaje de la serie comenzaría a fines de octubre en Nueva York.